# Bacino idrico Carsington
Il bacino idrico Carsington è un bacino idrico di proprietà dell'azienda Severn Trent plc nel Derbyshire (Regno Unito). 
Riceve acqua dal fiume Derwent durante i mesi invernali, raggiungendo il bacino grazie a gallerie ed acquedotti lunghi 10,5 chilometri. L'acqua viene rilasciata nel fiume durante i mesi estivi per estrazione e trattamento più giù a valle. È il nono, per dimensioni, bacino dell'Inghilterra con una capacità di 35.412 megalitri. 
I lavori di progettazione iniziarono negli anni '60 mentre la costruzione ebbe inizio nel 1979. Nel 1984 ci fu un collasso parziale dello sbarramento anteriore a causa del suo riempimento. Lo sbarramento fu successivamente completamente rimosso prima della costruzione della nuova diga cominciata nel 1989. Il bacino fu terminato e messo in funzione dalla regina Elisabetta II nel 1992.
Il bacino è uno dei più importanti centri ricreativi (camminare, andare in bici, osservazione di uccelli, navigazione e windsurf).